# Тунець малий
Тунець малий (Euthynnus alletteratus) . чи "малий макрелевий тунець" — є найбільш поширеним видом тунця в Атлантичному океані. Проживає в помірних і тропічних водах Атлантики, Середземного моря та на півдні Чорного моря. Живиться зазвичай пелагічними рибами. Використовується як приманка для акул і марліну у зв'язку з тим, що добре тримається на гачку. Малий тунець, на думку багатьох, є смітною рибою через невелику поживну цінність.

## Будова
Малий тунець в порівнянні з іншими видами тунця невеликий. Середня довжина у дорослого тунця становить 64 см. Деякі особини можуть досягати довжини 100 см. Найбільший виловлений був довжиною 120 см і важив 17 кг.